# Yassine Idmbarek
Yassine Idmbarek (* 7. Dezember 1986) ist ein marokkanischer Tennisspieler.

## Karriere
Yassine Idmbarek spielt hauptsächlich auf der ATP Challenger Tour und der ITF Future Tour. Er feierte bislang einen Einzel- und einen Doppelsieg auf der Future Tour.
Sein Debüt auf der ATP World Tour gab er im April 2012 beim Grand Prix Hassan II, wo er eine Wildcard für das Hauptfeld erhielt, dort jedoch in der ersten Runde an Flavio Cipolla scheiterte.
Im Doppel spielte er mit Younes Rachidi ebenfalls beim Grand Prix Hassan II ein Jahr später. Dort verloren die beiden in der ersten Runde gegen František Čermák und Michal Mertiňák mit 4:6 und 6:7.
Yassine Idmbarek spielt seit 2011 für die marokkanische Davis-Cup-Mannschaft. Für diese trat er in sieben Begegnungen an, wobei er im Einzel eine Bilanz von 6:3 und im Doppel eine von 1:1 aufzuweisen hat.